# بخش اوشا
بخش اوشا (به سوئدی: Orsa kommun) یک ناحیه شهری در سوئد است که در شهرستان دالارنا واقع شده‌است.